# Myopathie centronucléaire
 (avril 2024).
La mise en forme du texte ne suit pas les recommandations de Wikipédia : il faut le « wikifier ».
Les points d'amélioration suivants sont les cas les plus fréquents. Le détail des points à revoir est peut-être précisé sur la page de discussion.
- Les titres sont pré-formatés par le logiciel. Ils ne sont ni en capitales, ni en gras.
- Le texte ne doit pas être écrit en capitales (les noms de famille non plus), ni en gras, ni en italique, ni en « petit »…
- Le gras n'est utilisé que pour surligner le titre de l'article dans l'introduction, une seule fois.
- L'italique est rarement utilisé : mots en langue étrangère, titres d'œuvres, noms de bateaux, etc.
- Les citations ne sont pas en italique mais en corps de texte normal. Elles sont entourées par des guillemets français : « et ».
- Les listes à puces sont à éviter, des paragraphes rédigés étant largement préférés. Les tableaux sont à réserver à la présentation de données structurées (résultats, etc.).
- Les appels de note de bas de page (petits chiffres en exposant, introduits par l'outil «  Source ») sont à placer entre la fin de phrase et le point final[comme ça].
- Les liens internes (vers d'autres articles de Wikipédia) sont à choisir avec parcimonie. Créez des liens vers des articles approfondissant le sujet. Les termes génériques sans rapport avec le sujet sont à éviter, ainsi que les répétitions de liens vers un même terme.
- Les liens externes sont à placer uniquement dans une section « Liens externes », à la fin de l'article. Ces liens sont à choisir avec parcimonie suivant les règles définies. Si un lien sert de source à l'article, son insertion dans le texte est à faire par les notes de bas de page.
- La présentation des références doit suivre les conventions bibliographiques. Il est recommandé d'utiliser les modèles {{Ouvrage}}, {{Chapitre}}, {{Article}}, {{Lien web}} et/ou {{Bibliographie}}. Le mode d'édition visuel peut mettre en forme automatiquement les références.
- Insérer une infobox (cadre d'informations à droite) n'est pas obligatoire pour parachever la mise en page.

Pour une aide détaillée, merci de consulter Aide:Wikification.
Si vous pensez que ces points ont été résolus, vous pouvez retirer ce bandeau et améliorer la mise en forme d'un autre article.

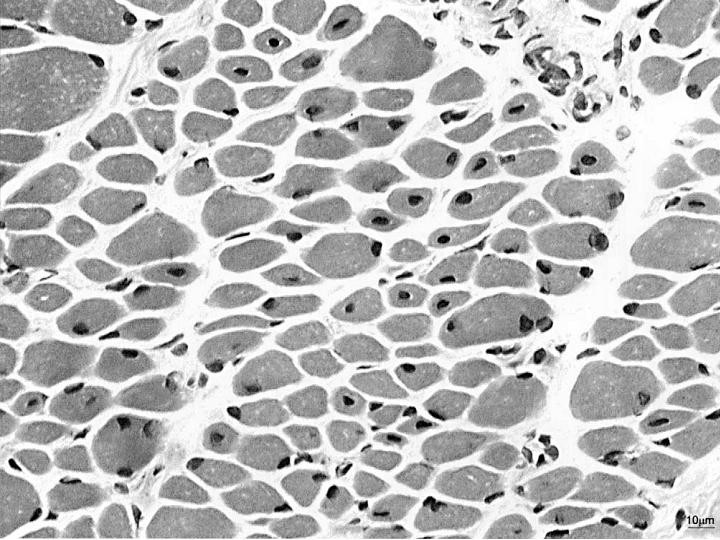
Biopsie du quadriceps d’une fillette de 3 mois.

Les myopathies centronucléaires (MCN) sont un groupe de myopathies congénitales dans lesquelles les noyaux cellulaires sont anormalement situés au centre des cellules musculaires au lieu de leur emplacement normal à la périphérie.
Les symptômes du MCN comprennent une hypotonie sévère, une hypoxie nécessitant une assistance respiratoire et une scaphocéphalie. Parmi les myopathies centronucléaires, la forme de myopathie myotubulaire liée à l'X se présente généralement à la naissance et est donc considérée comme une myopathie congénitale. Cependant, certaines myopathies centronucléaires peuvent survenir plus tard dans la vie.

## Présentation
Comme pour les autres myopathies, les manifestations cliniques de la MCN sont notamment une faiblesse musculaire et les handicaps associés. Les formes congénitales se caractérisent souvent par un faible tonus musculaire néonatal, une faiblesse sévère, un retard des étapes du développement (en particulier les étapes motrices globales telles que le contrôle de la tête, ramper et la marche) et des complications pulmonaires (vraisemblablement dues à une faiblesse des muscles responsables de la respiration). L'implication des muscles du visage peut provoquer une ophtalmoplégie ou un ptosis. Une mutation du gène RYR1 provoquant la MCN peut également entraîner une susceptibilité à l'hyperthermie maligne, une réaction potentiellement mortelle à l'anesthésie. Alors que certains patients atteints de myopathies centronucléaires restent ambulatoires tout au long de leur vie adulte, d'autres peuvent ne jamais ramper ou marcher et peuvent nécessiter l'utilisation d'un fauteuil roulant pour se déplacer. Il existe une variabilité substantielle dans le degré de déficience fonctionnelle entre les différentes myopathies centronucléaires. Bien que cette maladie n'affecte que les muscles volontaires, plusieurs enfants ont subi un arrêt cardiaque, probablement en raison du stress supplémentaire exercé sur le cœur.
D'autres caractéristiques observées étaient un palais haut et arqué, de longs doigts, une poitrine en forme de cloche et un visage long. La myopathie myotubulaire n’affecte que les muscles et n’a aucun impact sur l’intelligence sous quelque forme que ce soit[réf. nécessaire].
La myopathie myotubulaire liée à l'X était traditionnellement une affection mortelle chez l'enfant, avec une espérance de vie généralement inférieure à deux ans. Il semble exister une variabilité substantielle dans la gravité clinique de différentes anomalies génétiques au niveau de ce même gène MTM1. En outre, les cas publiés montrent des différences significatives dans la gravité clinique entre les parents présentant la même anomalie génétique au niveau du gène MTM1. La plupart des mutations tronquantes de MTM1 provoquent un phénotype sévère et mortel précoce, tandis que certaines mutations faux-sens sont associées à des formes plus bénignes et à une survie prolongée (jusqu'à 54 ans).
Les myopathies centronucléaires ont généralement une présentation plus légère et un meilleur pronostic. La MCN autosomique dominant a tendance à avoir un phénotype moins sévère que la version autosomique récessive. Récemment, des chercheurs ont découvert des mutations au niveau du gène dynamine 2 (DNM2 sur le chromosome 19, au site 19p13.2), responsable de la forme autosomique dominante de myopathie centronucléaire. Cette condition est maintenant connue sous le nom de myopathie centronucléaire dynamine 2 (en abrégé DNM2-CNM). La recherche a indiqué que les patients atteints de DNM2-CNM présentent une faiblesse musculaire lentement progressive commençant généralement à l'adolescence ou au début de l'âge adulte, avec une tranche d'âge de 12 à 74 ans.

## Génétique
L'anomalie génétique associée à la forme de myopathie myotubulaire liée à l'X (XLMTM) a été localisée pour la première fois en 1990 sur le chromosome X au site Xq28. MTM1 code pour la protéine myotubularine, une lipide phosphatase hautement conservée impliquée dans le transport, le trafic et la signalisation cellulaires. Environ 80 % des hommes atteints de myopathie myotubulaire diagnostiquée par biopsie musculaire présentent des mutations de MTM1, et environ 7 % de ces mutations sont des délétions génétiques.
Les myopathies centronucléaires où l'anomalie génétique n'est PAS liée au sexe (par exemple, non localisée sur le chromosome X) sont considérées comme autosomiques. Les anomalies autosomiques peuvent être soit dominantes, soit récessives, et sont souvent appelées AD pour « autosomique dominant » ou AR pour « autosomique récessif »).
De nombreux chercheurs utilisent le terme « myopathie myotubulaire » (MTM) uniquement dans les cas où le test génétique s'est révélé positif pour des anomalies ( mutations génétiques ) au niveau du gène MTM1 sur le chromosome X. Les cas présentant une apparence centronucléaire (noyau au centre) sur une biopsie musculaire mais un test génétique normal pour MTM1 seraient appelés myopathie centronucléaire jusqu'à ce qu'un site génétique spécifique soit identifié pour donner une sous-classification plus détaillée[réf. nécessaire].
Les combinaisons possibles de transmission de la myopathie myotubulaire sont les suivantes :
| Héritage             | OMIM | Gène(s)                                    | Description |
| -------------------- | ---- | ------------------------------------------ | --- |
| Récessif lié à l'X   | (en) | MTM1 ( myopathie myotubulaire liée à l'X ) | La forme liée à l'X de MTM/CNM est le type le plus couramment diagnostiqué. Presque tous les cas de MTM liée à l’X surviennent chez les hommes. |
| Autosomique récessif | (en) | BIN1, RYR1, TTN                            | Une anomalie « récessive » ne provoquera une maladie que si les deux copies du gène sont anormales. |
| Autosomique dominant | (en) | DNM2 ( MYF6 et MTMR14 moins courants)      | Une anomalie « dominante » exercera son influence anormale (par exemple, provoquant une maladie ou un problème de santé), que l'autre copie du gène soit normale ou non. Dans les myopathies centronucléaires, les chercheurs ont identifié une forme autosomique dominante au niveau d'un gène appelé dynamine 2 (DNM2) sur le chromosome 19, et cette condition particulière est maintenant appelée myopathie centronucléaire dynamine 2 (DNM2-CNM). |

Des cas sporadiques ont également été signalés sans antécédents familiaux (ces cas sont probablement dus à une nouvelle mutation qui n'était présente chez aucun des parents).

## Pathologie
Lors de l'examen du matériel de biopsie musculaire, le matériel nucléaire est situé principalement au centre des cellules musculaires et est décrit comme ayant un aspect « myotubulaire » ou « centronucléaire ». En termes de description de la biopsie musculaire elle-même, « myotubulaire » ou « centronucléaire » sont presque synonymes, et les deux termes indiquent l'apparence cellulaire similaire entre MTM et CNM. Ainsi, les pathologistes et les médecins traitants utilisent ces termes de manière presque interchangeable, bien que les chercheurs et les cliniciens fassent de plus en plus la distinction entre ces expressions[réf. nécessaire].
En général, une myopathie clinique et une biopsie musculaire montrant un aspect centronucléaire (noyau au centre de la cellule musculaire) indiqueraient une myopathie centronucléaire (MCN). La MCN la plus fréquemment diagnostiquée est la myopathie myotubulaire (MTM). Cependant, l’analyse des biopsies musculaires ne peut à elle seule distinguer de manière fiable la myopathie myotubulaire des autres formes de myopathies centronucléaires, et des tests génétiques sont donc nécessaires. Le bilan diagnostique est souvent coordonné par un neurologue traitant. Aux États-Unis, les soins sont souvent coordonnés par des cliniques affiliées à la Muscular Dystrophy Association[réf. nécessaire].

## Diagnostic

### Tests d'électrodiagnostic
Les tests d'électrodiagnostic (également appelés électrophysiologiques) comprennent des études de conduction nerveuse qui impliquent la stimulation d'un nerf périphérique moteur ou sensoriel et l'enregistrement de la réponse, ainsi que l'électromyographie à l'aiguille, où une fine aiguille ou une électrode en forme de broche est insérée dans le tissu musculaire pour rechercher une activité électrique anormale[réf. nécessaire].
Les tests d'électrodiagnostic peuvent aider à distinguer les myopathies des neuropathies, ce qui peut aider à déterminer le déroulement des examens ultérieurs. La plupart des anomalies électrodiagnostiques observées dans les myopathies sont également observées dans les neuropathies (troubles nerveux). Les anomalies électrodiagnostiques communes aux myopathies et aux neuropathies comprennent : activité spontanée anormale (par exemple, fibrillations, ondes pointues positives, etc.) sur l'EMG à l'aiguille et de petites amplitudes des réponses motrices composent le potentiel d'action musculaire, ou CMAP pendant les études de conduction nerveuse. De nombreuses neuropathies provoquent cependant des anomalies dans les études des nerfs sensoriels, alors que les myopathies ne concernent que le muscle, avec des nerfs sensoriels normaux. Le facteur le plus important distinguant une myopathie d'une neuropathie sur l'EMG à l'aiguille est l'analyse minutieuse de la taille, de la forme et du modèle de recrutement du potentiel d'action de l'unité motrice (MUAP)[réf. nécessaire]. Il existe un chevauchement substantiel entre les résultats de l'électrodiagnostic des différents types de myopathie. Ainsi, les tests d'électrodiagnostic peuvent aider à distinguer la neuropathie de la myopathie, mais ne sont pas efficaces pour distinguer quelle myopathie spécifique est présente. Dans ce cas, une biopsie musculaire et peut-être des tests génétiques ultérieurs sont nécessaires[réf. nécessaire].

## Traitement
Il n’existe actuellement aucun remède contre les myopathies myotubulaires ou centronucléaires. Le traitement vise souvent à maximiser les capacités fonctionnelles et à minimiser les complications médicales, ainsi qu'à impliquer des médecins spécialisés en médecine physique et en réadaptation, ainsi que des physiothérapeutes et des ergothérapeutes[réf. nécessaire].
La prise en charge médicale implique généralement des efforts pour prévenir les complications pulmonaires, car les infections pulmonaires peuvent être mortelles chez les patients n'ayant pas la force musculaire nécessaire pour éliminer les sécrétions par la toux. Les dispositifs médicaux d'aide à la toux aident les patients à maintenir des voies respiratoires dégagées, en évitant les bouchons muqueux et en évitant le recours à des canules de trachéotomie[réf. nécessaire].
La surveillance de la scoliose est également importante, car la faiblesse des muscles du tronc peut entraîner des déviations dans l'alignement de la colonne vertébrale, compromettant ainsi la fonction respiratoire. De nombreux patients atteints de myopathies congénitales peuvent éventuellement nécessiter un traitement chirurgical de la scoliose[réf. nécessaire].

## Épidémiologie
L'incidence globale de la myopathie myotubulaire est de 1 sur 50 000 naissances vivantes de sexe masculin. L'incidence des autres myopathies centronucléaires est extrêmement rare, avec seulement dix-neuf familles identifiées avec CNM dans le monde. Les symptômes vont actuellement de la majorité qui a seulement besoin de marcher avec des aides, d'une canne à un déambulateur, à une dépendance totale aux aides à la mobilité physique telles que les fauteuils roulants et les aides à la position debout, mais cette dernière variété est si rare que seuls deux cas sont connus. à la « communauté » du CNM. Environ 80 % des hommes ayant reçu un diagnostic de myopathie myotubulaire par biopsie musculaire auront une mutation de MTM1 identifiable par analyse de séquence génétique.
De nombreux patients atteints de myopathie myotubulaire meurent en bas âge avant de recevoir un diagnostic formel. Lorsque cela est possible, la biopsie musculaire et les tests génétiques peuvent toujours être utiles même après un décès néonatal, car les informations diagnostiques peuvent faciliter la planification familiale et le conseil génétique ainsi que le diagnostic précis de tout parent susceptible de présenter également la même anomalie génétique[réf. nécessaire].

## Histoire
En 1966, le Dr Spiro (un neurologue de la ville de New York) a publié un rapport médical sur un garçon atteint de myopathie qui, après une biopsie musculaire, montrait que les noyaux des cellules musculaires étaient situés au centre des cellules musculaires, au lieu de leur emplacement normal. localisation de la périphérie. L'apparence nucléaire lui rappelait l'apparence du noyau au centre lors de la phase « myotubulaire » du développement embryonnaire. Ainsi, il a inventé le terme « myopathie myotubulaire ». Spiro a émis l'hypothèse que le développement musculaire embryonnaire qu'il avait observé chez le garçon était dû à un arrêt de croissance pendant la phase myotubulaire, provoquant la myopathie[réf. nécessaire].
Plus de trois décennies plus tard, on ne sait pas vraiment si cette théorie concernant l’arrêt (ou le retard) du développement musculaire embryonnaire est correcte. Certaines recherches suggèrent que cette théorie pourrait être acceptable pour la myopathie myotubulaire du nourrisson (mutations du gène MTM1 sur le chromosome X ), mais pourrait ne pas être acceptable pour les formes autosomiques de myopathie centronucléaire, tandis que d'autres recherches suggèrent que l'arrêt de la croissance Le mécanisme peut être responsable de toutes les formes de MTM et de MCN. Que la myopathie soit causée ou non par un arrêt au stade « myotubulaire », pour des raisons historiques, le nom de myopathie myotubulaire persiste et est largement accepté.
En référence au terme myopathie myotubulaire (MTM), lorsqu'il a été déterminé qu'une anomalie génétique sur le chromosome X était impliquée chez un pourcentage substantiel d'individus présentant l'apparence myotubulaire/centronucléaire lors d' une biopsie musculaire, les chercheurs ont nommé le segment génétique MTM1. De même, la protéine généralement produite par ce gène est appelée « myotubularine »[réf. nécessaire].

### Plaidoyer
Il existe plusieurs groupes de défense mondiaux qui travaillent en étroite collaboration pour informer les familles nouvellement touchées sur les directives de soins. La Fondation Joshua Frase est une ressource complète sur les lignes directrices en matière de soins pour les myopathies centronucléaires. Aux États-Unis, les enfants atteints de myopathies congénitales reçoivent souvent des services thérapeutiques dans le cadre de programmes d'intervention précoce (EIP, fournissant des services de la naissance à 3 ans) administrés par l'État de résidence. Une fois que l'enfant a 3 ans, les services d'éducation spécialisée sont fournis en vertu de la loi fédérale sur l'éducation des personnes handicapées (IDEA), les myopathies étant éligibles lorsqu'elles sont classées dans des conditions provoquant une faiblesse musculaire). IDEA vise à protéger les droits de chaque étudiant handicapé à recevoir une éducation publique gratuite et appropriée (FAPE) dans l' environnement le moins restrictif (c'est-à-dire idéalement intégré avec des camarades de classe non handicapés)[réf. nécessaire].
Les myopathies centronucléaires impliquent une pathologie au niveau des muscles squelettiques, généralement sans atteinte cérébrale ni déficits cognitifs. Néanmoins, les déficits moteurs (faiblesse et déficiences associées) peuvent entraver la capacité de l'individu à accéder au programme éducatif (par exemple, difficultés à soulever ou à transporter des livres, difficultés à saisir un instrument d'écriture, difficultés d'endurance tout au long de la journée scolaire, etc.). De plus, des infections respiratoires récurrentes peuvent entraîner des journées d’école manquées.

## Terminologie
Bien que toutes les formes de myopathie centronucléaire soient considérées comme rares, la forme de CNM la plus connue est la myopathie myotubulaire (MTM). (Les termes « myopathie centronucléaire » et « myopathie myotubulaire » sont parfois assimilés.) 
Littéralement, une myopathie est une maladie du tissu musculaire lui-même. Myo dérive du mot muscle et pathos signifie maladie. Il existe des dizaines de myopathies différentes, et les myopathies ne sont pas les seules affections pouvant provoquer une faiblesse musculaire. D'autres maladies peuvent provoquer une faiblesse, telles que des problèmes médicaux affectant des sites extérieurs au muscle lui-même, notamment des problèmes au niveau du cerveau (tels qu'un accident vasculaire cérébral, la paralysie cérébrale, la sclérose en plaques ), ou des problèmes au niveau de la moelle épinière et/ou des nerfs (tels que la polio et la maladie de la colonne vertébrale ). atrophie musculaire )[réf. nécessaire].